# Риу-Лис
Риу-Лис (порт. Rio Lis, Rio Liz) — река в португальском округе Лейрия, впадает в Атлантический океан. Её длина составляет около 39,5 км, а площадь водосборного бассейна — 945 км².
Река расположена на востоке страны. Она берёт своё начало к юго-востоку от деревни Кортеш и течёт на северо-запад, поворачивая после Монте-Реала к западу. Имеет ряд притоков, наиболее крупным из которых является Риу-Лена (порт. Rio Lena).